# Reggenza di Barito Meridionale
La reggenza di Barito Meridionale (in indonesiano: Kabupaten Barito Selatan) è una reggenza dell'Indonesia, situata nella provincia di Kalimantan Centrale.